# 邵耀坚
邵耀坚（1927年—2000年），男，广东南海人，中国农业机械化专家，曾任华南农业大学教授、博士生导师。